# Lac Waconichi
Pour les articles homonymes, voir Waconichi.
Le lac Waconichi constitue un plan d'eau douce de la réserve faunique des Lacs-Albanel-Mistassini-et-Waconichi, dans le territoire de Eeyou Istchee Baie-James, en Jamésie, dans la région administrative du Nord-du-Québec, dans la province de Québec, au Canada. La surface du lac s'étend dans les cantons de Richardson et de Bignell.
La foresterie constitue la principale activité économique du secteur. Les activités récréotouristiques arrivent en second.
Le bassin versant du lac Waconichi est accessible du côté Sud-Est par la route forestière route 167, venant du sud-ouest, soit de Chibougamau ; et du côté Ouest par une route secondaire se connectant au sud du lac à route 167 et remontant vers le nord jusqu'à la Réserve faunique Assinica.
La surface du lac Waconichi est habituellement gelée du début novembre à la mi-mai, toutefois la circulation sécuritaire sur la glace se fait généralement de la mi-novembre à la mi-avril.

## Géographie
Le bassin versant du lac Waconichi est relativement restreint car la ligne de partage des eaux est rapprochée des rives du lac.
Ce lac s'alimente du côté :
- Sud-Est par le ruisseau Bordeleau qui se déverse dans la baie Spawning ;
- Sud-Ouest par la décharge des lacs Galloway et Winsh, qui se déverse dans la baie Osprey ;
- Nord-Ouest par la décharge du lac Richardson ;
- Nord-Est par la décharge du lac Dufresne et le ruisseau Siikuunsiiwan qui se déversent dans la baie du nord-est ;
- Nord-Est dans le détroit menant à l'embouchure, la rivière Bignell (rivière Waconichi) et le ruisseau Coubana.

Le lac Waconichi comporte une longueur de 32,9 km, une largeur maximale de 5,6 km et une altitude de 386 m. Les principales baies sont : Spawning, Route, Cliff, Osprey et Kastell. Les principales îles sont : Musset, du Cœur et Mimi.
L'embouchure du « lac Waconichi » est localisée au fond d'une baie dans la partie nord-est du lac, soit à :
- 31,4 km au nord du lac Chibougamau ;
- 24 km au sud du centre du village de Mistissini (municipalité de village cri) ;
- 4,6 km au sud de l'embouchure de la rivière Waconichi ;
- 93,8 km au sud de l'embouchure du lac Mistassini ;
- 49,7 km au nord-est du centre-ville de Chibougamau ;
- 85,9 km au nord-est du centre du village de Chapais (Québec)[1].

Les principaux bassins versants voisins du lac Waconichi sont :
- côté Nord : rivière Chébistuane, rivière Barlow (rivière Chibougamau), rivière Mistago ;
- côté Est : lac Éva, rivière Boisvert (rivière Normandin), rivière Nepton (lac Chibougamau), rivière du Chef ;
- côté Sud : rivière France, lac Chibougamau, lac aux Dorés (rivière Chibougamau), rivière Chibougamau ;
- côté Ouest : lac Chevrillon, rivière Chibougamau.

À partir de l'embouchure du lac Waconichi, le courant traverse la « Chute de l'Écume », puis descend la rivière Waconichi sur 6,2 km vers le nord jusqu'à la rive sud de la Baie du Poste (lac Mistassini). Le courant traverse cette baie sur 26,6 km qui constitue une extension de la Baie Abatagouche située au sud du lac Mistassini.

## Toponymie
D'origine innu, le terme Waconichi signifie « montagne de roches effritées ». La graphie « Lake Wahwanichi » s'avère une variante utilisée dans le rapport de l'arpenteur Henry O'Sullivan de 1901 ; ce rapport décrit des territoires situés entre le lac Saint-Jean et la baie James. Subséquemment, plusieurs autres variantes de la graphie ont été en usage : Wacounipi, Wakonichi, Wakurinitche et Wakwunitche.
Le toponyme lac Waconichi a été officialisé le 5 décembre 1968 par la Commission de toponymie du Québec lors de sa création.